# The Money Pit (film)
The Money Pit is een Amerikaanse komische film uit 1986. De film is een nieuwe versie van Mr. Blandings Builds His Dream House uit 1948. De regie werd verzorgd door Richard Benjamin en de productie lag in handen van Steven Spielberg. De hoofdrolspelers van de film zijn Tom Hanks en Shelley Long. The Money Pit is gefilmd in New York en Lattingtown. Villa Vizcaya in Miami is gebruikt voor de epiloog, die zich figuurlijk afspeelt in Rio de Janeiro, Brazilië.

## Verhaal
Walter Fielding Jr. (Tom Hanks), een advocaat gespecialiseerd in de entertainmentindustrie, en Anna Crowley (Shelley Long), een violiste, zijn uit hun flat in Manhattan gezet. Als reactie hierop besluiten ze om het huis van hun dromen te kopen. Ze komen er vrij snel achter dat dit huis boordevol geldverslindende verschrikkingen zit. Ondanks het feit dat hun huis en hun bankrekening letterlijk in elkaar storten, proberen ze hun relatie in stand te houden. Alexander Godunov als Max "Maestro" Beissart en Maureen Stapleton als Estelle steken de helpende hand uit terwijl alles in elkaar stort.

## Rolverdeling
| Acteur            | Personage                      |
| ----------------- | ------------------------------ |
| Tom Hanks         | Walter Fielding, Jr.           |
| Shelley Long      | Anna Fielding-Crowley Beissart |
| Alexander Godunov | Max "Maestro" Beissart         |
| Maureen Stapleton | Estelle                        |
| Joe Mantegna      | Art Shirk                      |
| Philip Bosco      | Curly                          |
| Josh Mostel       | Jack Schnittman                |
| Yakov Smirnoff    | Shatov                         |
| Carmine Caridi    | Brad Shirk                     |
| Brian Backer      | Ethan                          |
| Billy Lombardo    | Benny                          |
| Mia Dillon        | Marika                         |
| John van Dreelen  | Carlos                         |
| Douglass Watson   | Walter Fielding, Sr.           |
| Lucille Dobrin    | Macumba Lady                   |

## Critici
The Money Pit ontving voornamelijk negatieve beoordelingen, met een score van 44% op Rotten Tomatoes.com.